# Cara-Ancha
Cara-Ancha (nome artístico de José Sánchez del Campo; Algeciras, 8 de maio de 1848 — Aznalcázar, 31 de maio de 1925) foi um toureiro espanhol.
Na infância ou juventude, a sua família mudou-se para Sevilha, onde se iniciou na arte do toureio. Fez a sua alternativa em Sevilha a 24 de setembro de 1874, pela mão de Manuel Domínguez, e confirmou-a em Madrid a 25 de maio de 1875, pela mão de Lagartijo, com o touro  Apreturas de Veragua. A 9 de abril de 1882 foi ferido com gravidade na parte direita das costas numa tourada em Madrid, mas recompôs-se no mesmo ano, tendo participado em mais quinze corridas nesse ano na capital espanhola.
Cara-Ancha partilhou a época de ouro da tauromaquia espanhola com Frascuelo e Lagartijo, tentando rivalizar com este último. A alcunha provinha de uma peculariedade física que é apreciável nas fotografias e nos desenhos de Daniel Perea que ainda existem. Por vezes a alcunha aparece escrita com uma só palavra — Carancha — por exemplo, no poema de Antonio Machado que o imortalizou. Esse poema famoso faz parte da obra Campos de Castilla, publicado em 1912 ou 1913, e tem o título Hombres de España (del pasado superfluo) ou, em edições posteriores, Del pasado efímero. Nele se cita um feito de Cara-Ancha no início do retrato satírico de um senhor andaluz:
| “ | Este hombre del casino provinciano que vio a Carancha recibir un día | ” |
|   | — Antonio Machado, «Hombres de España (del pasado superfluo)».       |   |

## A "façanha de Cara-Ancha"
O momento mais alto da carreira de Cara-Ancha, que ficou conhecida como a Façanha de Cara-Ancha, aconteceu numa tourada na praça de Madrid, em 19 de junho de 1881. Há muito que o toureiro tentava matar um touro de frente, com os pés imóveis, recebendo a investida do animal de forma a que ele próprio espeta a espada que o toureiro imóvel segura, algo muito arriscado que só começou a ser executado de forma canónica por Pedro Romero e que é conhecido como "citando a receber". Cara-Ancha tentava a manobra frequentemente, numa tentativa de se distinguir dos dois grandes matadores da época, Lagartijo e Frascuelo:
| “ | Eu tinha conseguido todos os meus desejos. Fui bandarilheiro, fui matador, tive cartel; toureando com aquela gente, com aqueles, você percebe-me, tinha ganho um posto... Mas eu queria mais, algo que sobressaísse, que eles não fizessem; algo que me desse personalidade, que fosse meu. Rafael (Lagartijo) não recebia. Salvador (Frascuelo) fazia-o de forma muito imperfeita, ainda que com um valor assombroso. | ” |
|   | — Cara-Ancha, carta a um amigo, citado na enciclopédia taurina El Cossío. |   |

A façanha de Cara-Ancha naquele dia, frente ao touro Calceto, da ganadaria de Aleas, teve repercussão em toda a Espanha, e foi recordada pelos aficionados durante muitos anos, incluindo Antonio Machado, que a recordaria no poema acima referido muitos anos depois.
Cara-Ancha retirou-se das touradas na praça de touros da Maestranza de Sevilha, a 11 de novembro de 1894, com touros de de Joaquín Muruve. Morreu em Aznalcázar, na província de Sevilha, em 31 de maio de 1925.